# 空殼遊戲

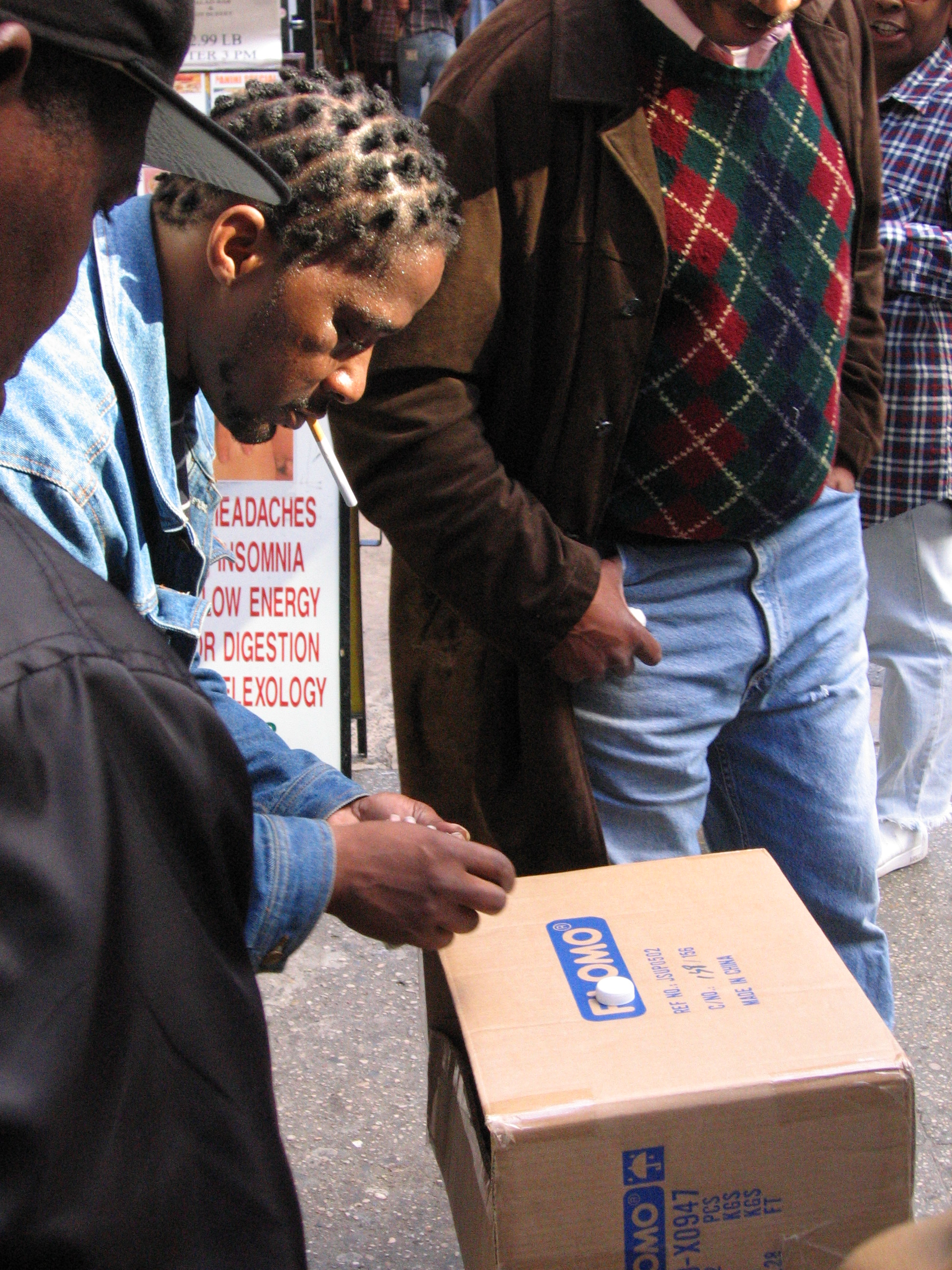
有人在纽约玩空殼遊戲

空殼遊戲（Shell game）是一种赌博游戏，也是一種用來詐騙的信任骗局。   詐騙方會讓托儿或受害者被騙之前先赢個几次。 空殼遊戲的歷史至少可以追溯到古希腊。 欧洲中世纪也有這種遊戲。 